# روكويتاس دي مار
بلدية روكويتاس دي مار (بالإسبانية: Roquetas de Mar)‏, هي بلدية تقع في مقاطعة المرية. جنوب شرق إسبانيا. يبلغ عدد سكانها 65,886 نسمة.

## أعلام
- كارمن مارتين

## وصلات خارجية
- (بالإسبانية)